# 境港妖怪検定
境港妖怪検定 (さかいみなとようかいけんてい) は、日本各地に伝わった様々な妖怪伝説の知識を「資格」として認定する検定試験である。
境港商工会議所・境港市観光協会主催、調布市観光協会共催、水木しげる記念館・水木しげるロード振興会・境港市・鳥取県・調布市が後援する妖怪に関するご当地検定である。

## 検定目的
妖怪を知ることにより、日本の風土や文化を再認識する。水木しげるの妖怪考察を通じて妖怪に対する理解度をはかり、「妖怪博士」として公式に認定する。

## 試験ランク及び受験資格
- 初級-制限なし
- 中級-制限なし
- 上級-中級合格者

## テキスト及び内容
以下、公式テキスト内容
- 初級及び中級　書名：水木しげるロードの妖怪たちⅥ（発行:境港市観光協会）
- 中級　書名：『図説 日本妖怪大全』（発行:講談社）
- 上級　テキストはなし：論文形式のため、公式テキストは新たに定めない。

## 受験料
- 初級-￥2,000（税込）
- 中級-￥3,000（税込）
- 上級-￥4,000（税込）

## 試験

### 試験会場
- 境港会場　境港商工会議所（鳥取県境港市）：初級・中級・上級
- 調布会場　調布市民プラザあくろす（東京都調布市）：初級・中級（上級試験はなし）

### 試験時間
- 初級-60分
- 中級-60分
- 上級-120分

### 試験内容
- 初級及び中級　テキスト（上記テキスト及び内容を参照）の中から選んだ妖怪の名前・特徴・説明等を出題。

　 　境港市及び調布市に関する基礎的な情報からも計5問程度出題。
- 上級　提示されたテーマについて、1,200文字以内で述べる論文形式の試験。

### 試験形式
- 初級及び中級　50問出題。数肢択一・○×記入・部分記入及び全記入
- 上級　論文形式

### 合格基準
- 初級-100点満点中、70点以上
- 中級-100点満点中、70点以上
- 上級-審査/妖怪専門誌「怪」、お化け大学校（角川書店）

## 合格特典
各級合格者には、各級合格証書・認定バッジ（鬼太郎絵柄　初級：緑色　中級：紫色　上級：赤色）を発行。